# Seeblätter
Die Seeblätter waren eine von 1836 bis 1849 von Joseph Fickler in Konstanz herausgegebene radikale Zeitung.
Die Zeitung wurde von wenigen Redakteuren – darunter vor 1840 auch Karl Mathy – geschrieben und erschien in einer Auflage von ca. 400–500 Stück. Lediglich während der Märzrevolution war ihre Auflage höher und erreichte etwa 700 Exemplare.
War die Zeitung zu Beginn noch eher im liberalen Spektrum einzuordnen, radikalisierte sie sich mit der Zeit vor allem unter dem Einfluss von Streitigkeiten mit der Zensurbehörde und gehörte ab den 1840er Jahren zu den kritischsten Zeitungen im Großherzogtum Baden.
Trotz ihrer geringen Auflage erreichte die Zeitung wie auch das Mannheimer Journal aufgrund ihrer radikaldemokratischen Agitation einen politischen Einfluss, der durch die Popularität von Fickler im badischen Oberland noch gesteigert wurde.